# Komet Donati-Toussaint
Komet Donati-Toussaint (uradna oznaka je C/1864 O1) je komet, ki sta ga 27. julija 1864  prva opazila italijanski astronom Giovanni Battista Donati (1826 – 1873) in Carlo Toussaint.
Opazovali so ga lahko 57 dni. Zadnji dan opazovanja je bil 25. februarja 1865.
Tirnica kometa je eliptična, njen naklon je 142,16°. Prisončje se je nahajalo na oddaljenosti 0,93 a.e. od Sonca.  Skozi prisončje se je gibal 11. oktobra 1864 .  